# Collegio plurinominale Toscana - 03 (2020)
Il collegio elettorale plurinominale Toscana - 03 è un collegio elettorale plurinominale della Repubblica italiana per l'elezione della Camera dei deputati.

## Territorio
Come previsto dalla legge n. 51 del 27 maggio 2019, il collegio è stato definito tramite decreto legislativo all'interno della circoscrizione Toscana.
Il collegio comprende la zona definita dai tre collegi uninominali Toscana - 04 (Pisa), Toscana - 07 (Firenze) e Toscana - 08 (Scandicci) quindi tutto il territorio della provincia di Pisa e il territorio della città metropolitana di Firenze con l’esclusione della parte settentrionale, aggregata al collegio plurinominale n. 1 (in quanto parte del collegio uninominale n. 6, Prato) e dei due comuni aggregati al collegio plurinominale n. 2 (in quanto parte del collegio uninominale n. 9, Arezzo).

## XIX legislatura

### Risultati elettorali
|                               | Partito Democratico - Italia Democratica e Progressista | 200 623 | 29,32 | 2 | 269 587 | 39,41 | 2 |  |  |
|                               | Alleanza Verdi e Sinistra                               | 43 376  | 6,34  | 1 | 269 587 | 39,41 | 2 |  |  |
|                               | +Europa                                                 | 22 886  | 3,35  | – | 269 587 | 39,41 | 2 |  |  |
|                               | Impegno Civico – Centro Democratico                     | 2 702   | 0,39  | – | 269 587 | 39,41 | 2 |  |  |
|                               | Fratelli d'Italia                                       | 153 841 | 22,49 | 1 | 225 250 | 32,92 | 1 |  |  |
|                               | Lega per Salvini Premier                                | 39 074  | 5,71  | – | 225 250 | 32,92 | 1 |  |  |
|                               | Forza Italia                                            | 29 761  | 4,35  | – | 225 250 | 32,92 | 1 |  |  |
|                               | Noi Moderati                                            | 2 574   | 0,38  | – | 225 250 | 32,92 | 1 |  |  |
|                               | Movimento 5 Stelle                                      | 74 954  | 10,96 | 1 | 74 954  | 10,96 | – |  |  |
|                               | Azione - Italia Viva                                    | 71 284  | 10,42 | 1 | 71 284  | 10,42 | – |  |  |
|                               | Unione Popolare                                         | 16 353  | 2,39  | – | 16 353  | 2,39  | – |  |  |
|                               | Italexit                                                | 10 797  | 1,58  | – | 10 797  | 1,58  | – |  |  |
|                               | Italia Sovrana e Popolare                               | 10 596  | 1,55  | – | 10 596  | 1,55  | – |  |  |
|                               | Vita                                                    | 5 318   | 0,78  | – | 5 318   | 0,78  | – |  |  |
| Totale                        | Totale                                                  | 684 139 | 100   | 6 | 684 139 | 100   | 3 |  |  |
|                               |                                                         |         |       |   |         |       |   |  |  |
| Voti non validi               | Voti non validi                                         | 27 945  | 3,92  |   |         |       |   |  |  |
| Votanti                       | Votanti                                                 | 712 084 | 72,34 |   |         |       |   |  |  |
| Elettori                      | Elettori                                                | 984 409 |       |   |         |       |   |  |  |
|                               |                                                         |         |       |   |         |       |   |  |  |
| Data: 25 settembre 2022       |                                                         |         |       |   |         |       |   |  |  |
| Fonte: Ministero dell'interno |                                                         |         |       |   |         |       |   |  |  |

### Eletti

#### Eletti nei collegi uninominali
Eletti nella coalizione di centro-destra (FdI - Lega - FI - NM)
     Eletti nella coalizione di centro-sinistra (PD-IDP - AVS - +E - IC-CD)
| Collegio uninominale | Eletto | Eletto            | Partito             |
| -------------------- | ------ | ----------------- | ------------------- |
| 4. Pisa              |        | Edoardo Ziello    | Lega                |
| 7. Firenze           |        | Federico Gianassi | Partito Democratico |
| 8. Scandicci         |        | Emiliano Fossi    | Partito Democratico |

#### Eletti nella quota proporzionale
| Partito Democratico-IDP     | Fratelli d'Italia | Movimento 5 Stelle | Azione - Italia Viva | Alleanza Verdi e Sinistra |
| --------------------------- | ----------------- | ------------------ | -------------------- | ------------------------- |
|                             |                   |                    |                      |                           |
| Simona Bonafè Arturo Scotto | Giovanni Donzelli | Andrea Quartini    | Francesco Bonifazi   | Nicola Fratoianni         |